# ماتویفکا (باشقیرستان)
ماتویفکا (انگلیسی: Matveyevka, Republic of Bashkortostan) یک شهرک در شهرستان استرلیتاماکسکی استان باشقیرستان کشور روسیه است.